# Podlipa, Žužemberk
Podlipa este o localitate din comuna Žužemberk, Slovenia, cu o populație de 44 de locuitori.